# Final da Taça dos Clubes Campeões Europeus de 1976–77
A Final da Taça dos Clubes Campeões Europeus de 1976–77 foi um jogo de futebol entre o Liverpool , da Inglaterra, e o Borussia Mönchengladbach, da Alemanha, em 25 de Maio de 1977, no Stadio Olimpico, em Roma, Itália Ambas as equipes jogavam pela primeira vez a final da Copa Europeia, embora os dois times ja haviam se encontraram anteriormente na Final da Copa da UEFA de 1973, onde o Liverpool venceu por 3-2 no agregado.
O jogo foi assistido por uma multidão de 57.000 pessoal, o Liverpool assumiu a liderança do placar com Terry McDermott, mas Allan Simonsen empatou para o Mönchengladbach, no início do segundo tempo, o Liverpool recuperou a liderança com gols de Tommy Smith e Phil Neal e assegurou o seu primeiro título Europeu. A vitória foi um ano depois de ter ganho a Copa da UEFA, o que significou que Bob Paisley se tornou o primeiro treinador a ganhar a Copa da UEFA e a Liga dos Campeões em temporada sucessivas.

## Rota para a final

### Liverpool
| Rodada           | Adversários   | Ida     | Volta   | Agg. |
| ---------------- | ------------- | ------- | ------- | ---- |
| 1º               | Crusaders     | 2-0 (C) | 5-0 (F) | 7-0  |
| 2º               | Trabzonspor   | 0-1 (C) | 3-0 (F) | 3-1  |
| Quartas-de-final | Saint-Étienne | 0-1 (F) | 3-1 (C) | 3-2  |
| Semi-finais      | FC Zürich     | 3-1 (F) | 3-0 (C) | 6-1  |

O Liverpool entrou na competição como campeão inglês[carece de fontes?] e enfrentou o campeão da Irlanda do Norte, Crusaders, na primeira rodada. O jogo de ida foi em Anfield e o Liverpool venceu por 2-0, gol de Phil Neal e John Toshack. O segundo jogo foi em Seaview e foi vencido por 5 a 0 pelo Liverpool. Na rodada seguinte, o Liverpool enfrentou o campeão turco, Trabzonspor. O primeiro jogo foi disputado na Turquia, no Hüseyin Avni Aker. O Trabzonspor converteu um pênalti e ganhou o jogo por 1-0 mas o Liverpool se recuperou no segundo jogo em Anfield quando fez três gols logo no início do primeiro tempo e venceu venceu a partida por 3-0 e avançar a quartas-de-final.
Nas quartas-de-finais, o Liverpool enfrentou o vice-campeão da temporada passada, o Saint-Étienne, da França. O primeiro jogo foi no Stade Geoffroy-Guichard e o Liverpool perdeu o jogo de 1-0. O jogo de volta em Anfield é considerado um dos jogos mais memoráveis do Liverpool na Europa. O Liverpool marcou logo no segundo minuto da partida com Kevin Keegan, no início do segundo tempo, o Saint-Étienne empatou com Dominique Bathenay, o gol significou que a equipa francesa ganharia devido aos golos marcados fora de casa e o Liverpool precisava marcar mais dois gols para passar de fase. O Liverpool marcou no meio do segundo tempo e empatou o jogo por 2-2 no agregado e com 18 minutos restantes, David Fairclough fez o gol que fez o Liverpoollvencer a partida por 3 a 1 e o agregado por 3-2 e assim alcançar a semi-final O adversário do Liverpool na semi-final foi o campeão suíço, FC Zürich. O jogo de ida em Letzigrund, foi vencido por 3-1 pelo Liverpool. O Liverpool também venceu a segunda partida em Anfield por 3-0 e assegurou a sua participação na final.

### Borussia Mönchengladbach
| Rodada           | Adversário       | Ida     | Volta        | Agg. |
| ---------------- | ---------------- | ------- | ------------ | ---- |
| 1º               | Áustria Viena    | 0-1 (a) | Por 3-0 (h)  | 3-1  |
| 2º               | Torino           | 2-1 (a) | 0-0 (h)      | 2-1  |
| Quartas-de-final | O Club Brugge    | 2-2 (h) | Por 1-0 (um) | 3-2  |
| Semi-final       | O Dínamo De Kiev | 0-1 (a) | 2-0 (h)      | 2-1  |

O Borussia se classificou para o campeonato como ganhador da 1975-76 Fußball-Bundesliga. Na primeira eliminatória, o Borussia enfrentou os campeões da Áustria, o Áustria Viena. O primeiro jogo foi no Franz Horr e terminou em uma derrota por 1-0 para o Borussia. No segundo jogo em Bökelbergstadion, o Borussia ganhou por 3-0 com gols de Uli Stielike, Rainer Bonhof e Jupp Heynckes. Na rodada seguinte, o Borussia enfrentou o campeão italiano, Torino. O Borussia venceu o primeiro jogo no Stadio Olimpico di Torino por 2-1 e o segundo jogo terminou 0-0, o que foi suficiente para o Borussia ir para as quartas-de-final.
O adversário das quartas-de-finais foi campeão Belga, Club Brugge. No primeiro jogo em Bökelbergstadion começou com o Borussia perdendo por dois gols no primeiro tempo, no entanto, eles marcaram dois gols no segundo tempo com Christian Kulik e Allan Simonsen e empataram o jogo em 2 a 2. No segundo jogo no Jan Breydel Stadium, Wilfried Hannes marcou o gol do Borussia e o jogo terminou em 1-0 e a classificação do Borussia garantida.  Na semi-final, o confronto foi contra os campeões soviéticos, o Dínamo de Kiev. O primeiro jogo no Estádio Olímpico de Kiev foi ganho por 1-0,pelo Dínamo, no jogo de volta, Rainer Bonhof marcou para empatar por 1-1 no agregado, o jogo foi para o tempo extra e Hans-Jürgen Wittkamp marcou o gol que deu a classificação para o  Borussia.

## Partida

### Resumo
A primeira chance do jogo foi do Borussia; Rainer Bonhof chutou para fora. Aos 24 minutos, Herbert Wimmer sofreu uma lesão e teve de ser substituído por Christian Kulik. Três minutos depois, Ian Callaghan ganhou a bola no meio de campo e passou para Steve Heighway na ala direita. Heighway cruzou para Terry McDermott que marcou o primeiro gol da partida. Com esse gol, o Borussia veio pra cima do Liverpool, mas eles não conseguiram empatar o jogo antes do final do primeiro tempo.
Aos sete minutos do segundo tempo, o Borussia empatou a partida. Allan Simonsen roubou a bola, avançou em direção ao gol e empatou em 1 a 1. Momentos depois, o Liverpool reclamou de um pênalti sobre Kevin Keegan que o árbitro não marcou. Cinco minutos depois, Simonsen cruzou na área e Uli Stielike cabeceou mas lance foi salvo pelo goleiro do Liverpool, Ray Clemence. Dois minutos depois, o Liverpool recuperou a liderança do placar em cobrança de escanteio de Heighway para uma cabeçada de Tommy Smith. Logo depois, Bonhof fez o que pareceu ter sido um pênalti em Heighway, mas o árbitro novamente não marcou nada, no entanto, aos 82 minutos, o Liverpool teve um pênalti marcado a seu favor em uma falta em Kevin Keegan. Phil Neal marcou o gol que selou a vitória do Liverpool por 3-1.

### Detalhes
| 25 de Maio de 1977 | Liverpool                                   | 3 – 1 | Borussia Mönchengladbach | Stadio Olimpico, Roma                 |
|                    | McDermott 28' · Smith 64' · Neal 82' (pen.) |       | Simonsen 52'             | Público: 52,078 Árbitro: Robert Wurtz |

| Liverpool | Borussia Mönchen gladbach |

| GL          | 1  | Ray Clemence     |
| LD          | 2  | Phil Neal        |
| ZG          | 4  | Tommy Smith      |
| ZG          | 6  | Emlyn Hughes (c) |
| LE          | 3  | Joey Jones       |
| ME          | 10 | Ian Callaghan    |
| MC          | 8  | Jimmy Case       |
| MC          | 11 | Terry McDermott  |
| MD          | 5  | Ray Kennedy      |
| ATA         | 7  | Kevin Keegan     |
| ATA         | 9  | Steve Heighway   |
| Manager:    |    |                  |
| Bob Paisley |    |                  |

| GL           | 1  | Wolfgang Kneib       |     |
| LD           | 3  | Hans Klinkhammer     |     |
| ZG           | 5  | Rainer Bonhof        |     |
| ZG           | 4  | Hans-Jürgen Wittkamp |     |
| LE           | 2  | Berti Vogts (c)      |     |
| MC           | 9  | Uli Stielike         | 86' |
| MC           | 10 | Frank Schäffer       |     |
| MC           | 6  | Horst Wohlers        | 79' |
| EE           | 7  | Allan Simonsen       |     |
| ATA          | 11 | Jupp Heynckes        |     |
| ED           | 8  | Herbert Wimmer       | 24' |
| Substitutes: |    |                      |     |
| MF           | 15 | Wilfried Hannes      | 79' |
| MF           | 12 | Christian Kulik      | 24' |
| Manager:     |    |                      |     |
| Udo Lattek   |    |                      |     |